# 1961年南非总统选举
1961年南非总统选举是次南非共和国成立后的首次总统大选。1960年11月5日全民公决后成立南非共和国，并通过新宪法。新宪法赋予议会选举总统的任务，新设立的总统职位取代了共和国成立前的英国君主作为国家元首之地位。
1961年4月30日，南非总督查尔斯·罗伯茨·斯瓦尔特向英国女王伊丽莎白二世递交辞呈，而女王在5月31日共和国成立前一直为南非的国家元首。5月10日，斯瓦尔特在议会联席会议上以139票当选为国家总统，而得到亲英的統一黨支持的国家联盟候选人亨利·费根则赢得71票。
5月31日，南非共和国宣布成立，斯瓦尔特在比勒陀利亚的Groote Kerk（南非语，意“大教堂”）举行的就职仪式上宣誓就任国家总统，然后其在法院前的平台上，面对聚集在教堂广场上的数千人发表了就任总统后的首次演讲。